# Paradulichia typica
Paradulichia typica är en kräftdjursart som beskrevs av Boeck 1871. Paradulichia typica ingår i släktet Paradulichia och familjen Podoceridae. Arten är reproducerande i Sverige. Inga underarter finns listade i Catalogue of Life.